# Teoatl tlahchinolli

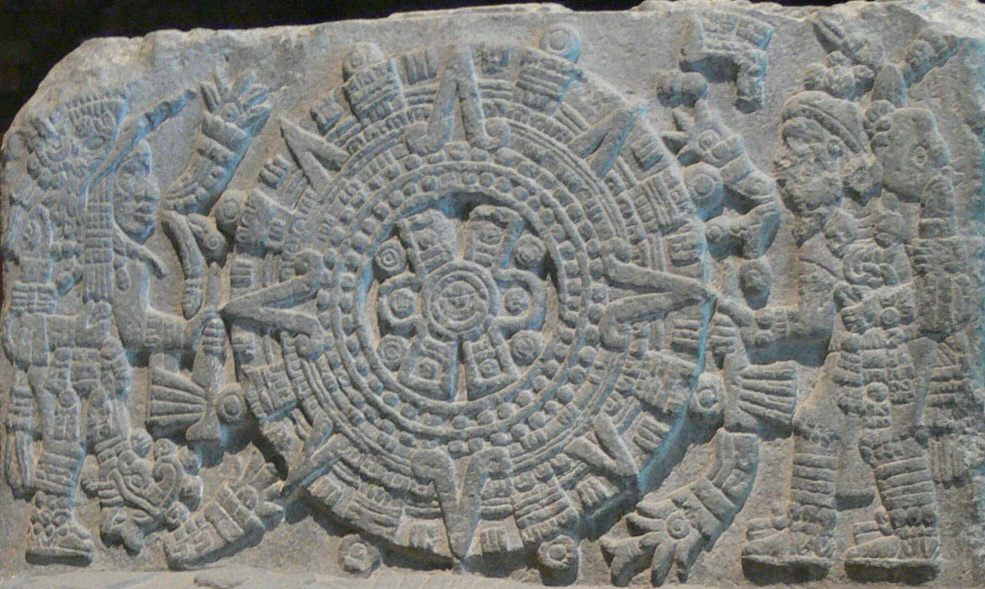
El símbolo de teoatl tlachinolli brota de las bocas de Huitzilopochtli y de Moctezuma Xocoyotzin en el Teocalli de la Guerra Sagrada.

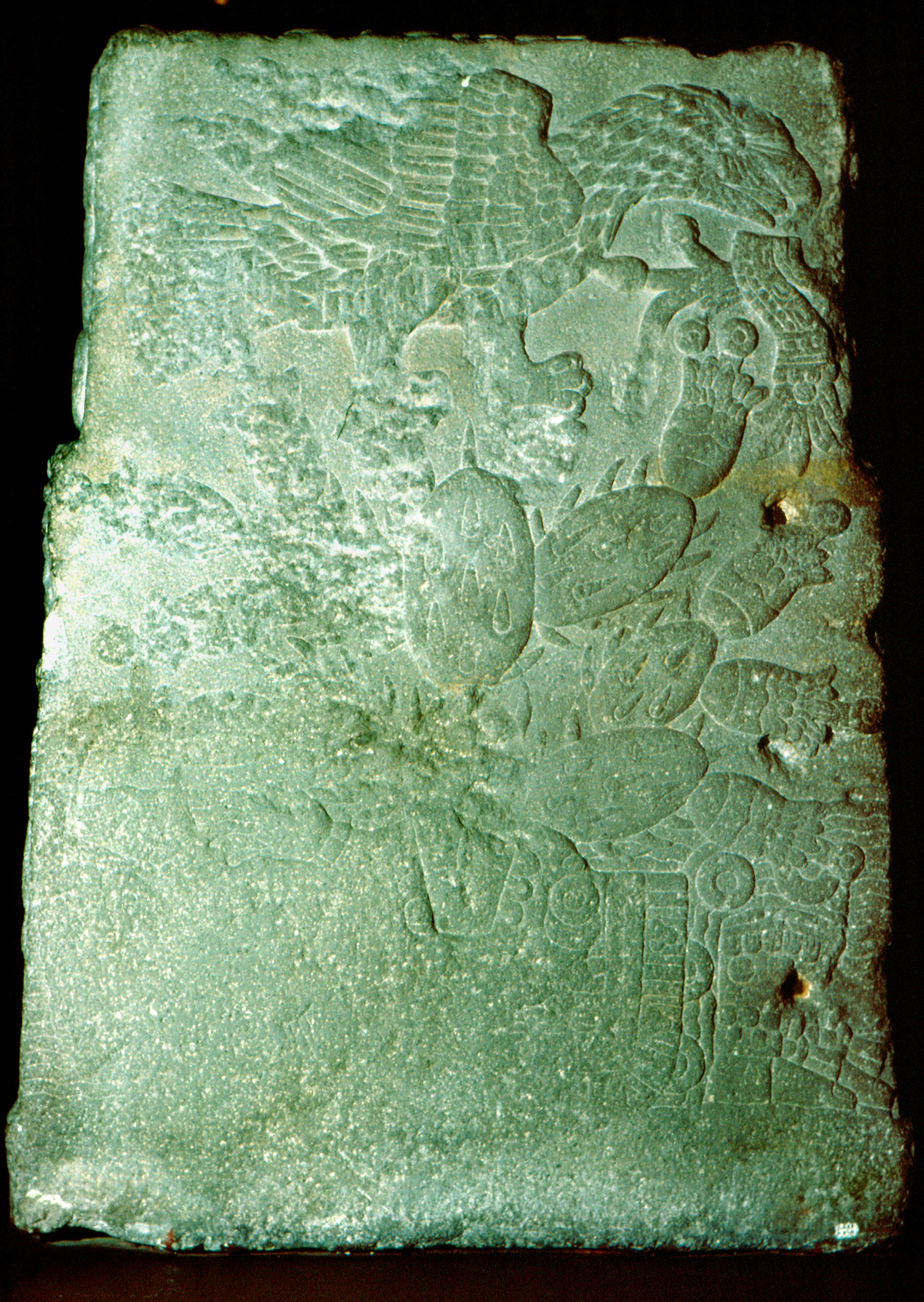
En el Teocalli de la Guerra Sagrada aparece en el reverso brotando del pico del águila parada sobre un tunal, lo que se confundió históricamente con una serpiente.

Teoatl tlachinolli, atl tlachinolli o atlachinolli (del náhuatl: teōātl «agua divina, mar» y tlahchinōlli «cosa incendiada, quemada»; guerra, enfermedad) es un concepto mexica, basado en el difrasismo teōātl tlahchinōlli,  de agua versus fuego, dos elementos físicamente opuestos. Fue plasmado iconográficamente en códices, esculturas y probablemente más objetos, así como mencionado en testimonios posteriores sobre los mexicas.
Se conceptualizó visualmente como dos corrientes entrelazadas de sangre (agua sagrada) y fuego, dos elementos alusivos a la guerra; fue colocado en las bocas y los pies de los personajes como una voluta, simbolizando un llamado o alegoría de la guerra sagrada.